# René Arnoux
René Alexandre Arnoux (Pontcharra, Isère, Francia; 4 de julio de 1948) es un expiloto de automovilismo francés. Participó en Fórmula 1 durante las temporadas de 1978 a 1989, destacándose como piloto de Renault, Ferrari y Ligier. Logró siete victorias, 22 podios y 18 pole positions. Además, resultó tercero en el campeonato 1983, y sexto en 1980, 1982 y 1984. Es el piloto que más veces corrió en la historia con el motor turbo, por lo cual tiene un protagonismo fundamental en Fórmula 1.

## Biografía
Campeón de la Fórmula 2 Europea en 1977, René Arnoux ascendió a la Fórmula 1 en 1978, con el equipo francés Martini propiedad de Tico Martini. Arnoux no fue capaz demostrar su valía en un equipo con recursos insuficientes para figurar en el alto escalafón de este deporte. Martini abandonó la Fórmula 1 en el transcurso de la temporada, tras quedarse sin dinero. Arnoux encontró refugio al final de temporada en el equipo Surtees, pero se encontró de nuevo en un equipo modesto. 

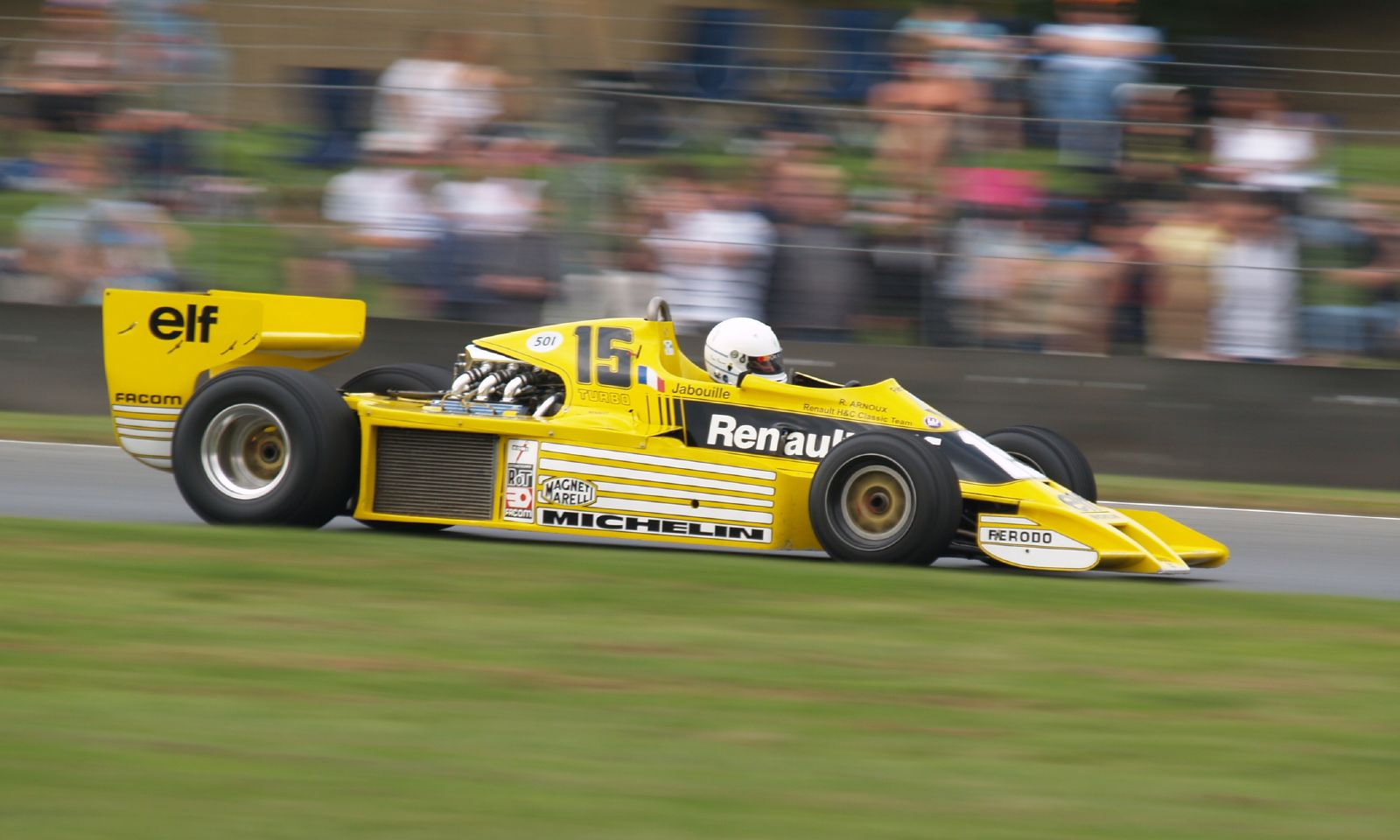
Renault RS01 (1979) exhibido por René Arnoux en 2007.

Arnoux se unió al equipo de Renault en 1979, donde permaneció durante tres años. Durante esos años se recuerda una feroz batalla con Gilles Villeneuve por el segundo puesto en las últimas vueltas del Gran Premio de Francia de 1979, una batalla tan espectacular que eclipsó la primera victoria de Renault como equipo constructor en un Gran Premio, por parte de su compañero de equipo Jean-Pierre Jabouille. El duelo con Villeneuve quedó en la historia como uno de los grandes momentos de la Fórmula 1, con los autos tocándose la ruedas en varias ocasiones, y sin que ninguno de los dos pilotos se sintiera afectado por ello. 
En la temporada de 1980, Arnoux consiguió sus dos primeras victorias en Fórmula 1, al imponerse en Brasil y Sudáfrica, pero la falta de fiabilidad de su coche le impidió participar en la lucha por el título mundial, a pesar de que conseguir tres pole positions. La situación de Arnoux se complicó en 1981 con la llegada del francés Alain Prost a Renault. Arnoux era claramente el segundo piloto al lado de la naciente estrella Alain Prost. Inevitablemente su rivalidad en la pista estalló fuera de ella y la relación entre los dos pilotos se deterioró, dividiendo al mundo del deporte francés. El conflicto alcanzó la cima en el Gran Premio de Francia de 1982 en el circuito de Le Castellet. Los dos pilotos consiguieron el primer doblete en la historia de Renault en la Fórmula 1, con Arnoux finalizando por delante de Prost. Prost estaba furioso, en vista de que su compañero de equipo no había seguido las órdenes de equipo acordadas antes de la carrera, según las cuales debía haber cedido la victoria a Prost, que estaba mejor situado en el campeonato. Arnoux constestó que no había recibido órdenes antes de la carrera y que por tanto era libre de hacer su propia carrera. Consiguió otra victoria en el Gran Premio de Italia al final de la temporada, y tuvo la fortuna de escapar de un accidente a alta velocidad debido a un fallo en los frenos al final de una larga recta en el circuito del Gran Premio de los Países Bajos.

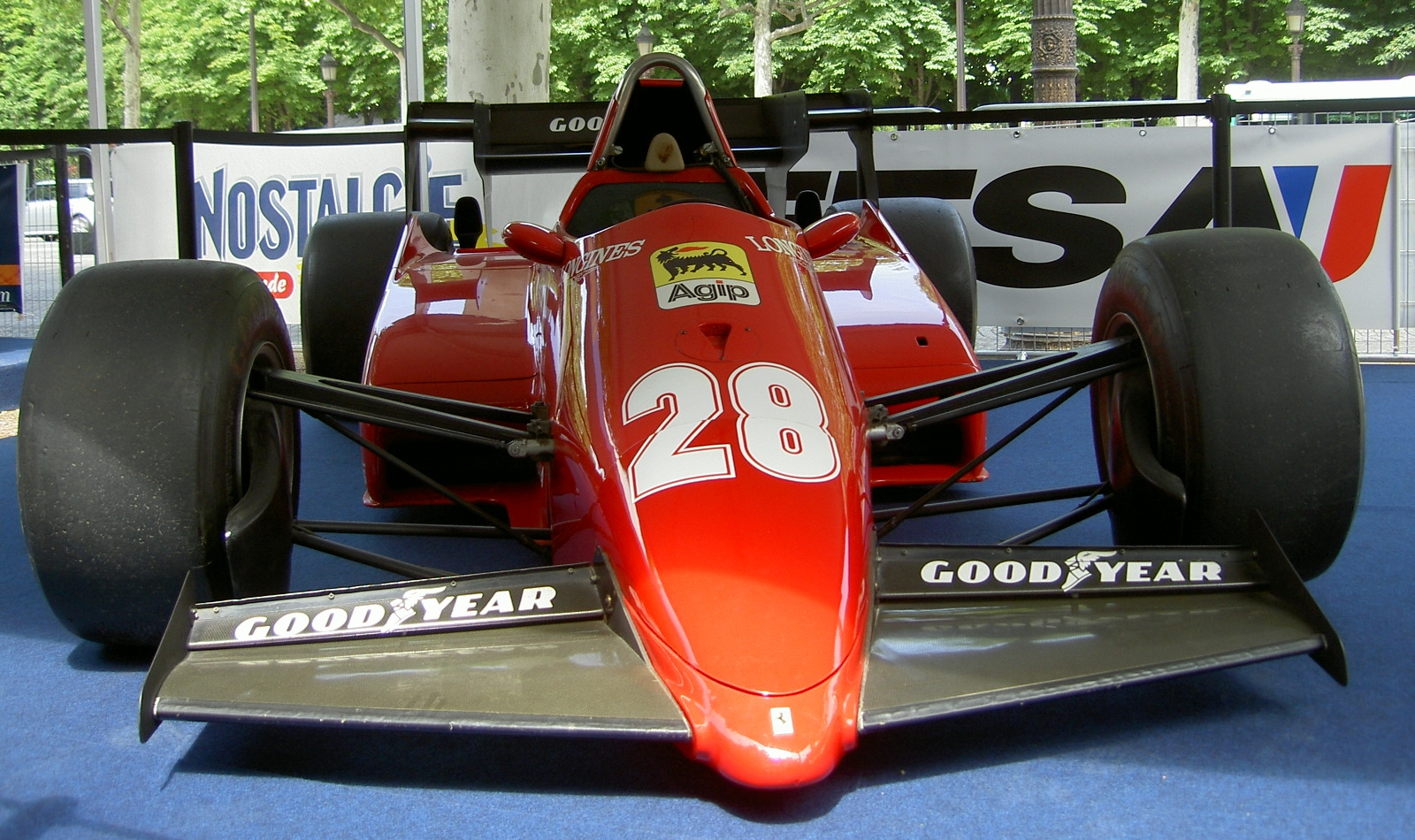
Ferrari 126 C3 (1983) de Arnoux.

La relación entre Prost y Arnoux se volvió insostenible, y Arnoux dejó Renault al finalizar la temporada de 1982 para unirse a Ferrari. Durante esos años era frecuente que iniciara en la pole position o entre los primeros lugares de la clasificación. En 1983 ganó los Grandes Premios de Canadá, Alemania y Holanda y estuvo en la lucha por el título mundial durante gran parte de la temporada, pero quedó detrás de sus rivales Prost y Nelson Piquet en la disputa del campeonato. Después de una exitosa segunda temporada en Ferrari, durante la  que fue progresivamente eclipsado por su nuevo compañero de equipo Michele Alboreto, Arnoux salió del equipo inesperadamente tras el primer Gran Premio de la temporada de 1985, el Gran Premio de Brasil.
Sin volante durante la mayor parte de la temporada de 1985, Arnoux retornó a la Fórmula 1 en 1986 con el equipo Ligier, donde tuvo un buen rendimiento. Sin embargo, a pesar de mantener su motivación, Ligier no era competitivo y Arnoux pasó tres temporadas en la parte trasera de la parrilla antes de abandonar la Fórmula 1 en la temporada de 1989. El final de su carrera profesional fue muy controvertido, fue acusado frecuentemente de bloquear a coches más rápidos durante las clasificaciones y cuando era doblado. Terminó su carrera profesional con un total de 181 puntos.
Desde entonces René Arnoux ha puesto en marcha un negocio de karting en pista cubierta denominado Kart'in, que consta de cuatro circuitos en Francia: dos en el área de París, uno en las afueras de Lyon y otro cerca de Marsella. Asimismo dirige dos fábricas, y aparece frecuentemente conduciendo en eventos históricos en representación de Renault. Reside en París.
Arnoux fue uno de los pilotos invitado a tomar parte del campeonato Grand Prix Masters en 2006 y 2007, reservado a expilotos de Fórmula 1.

## Resultados

### Fórmula 1
(Clave) (negrita indica pole position) (cursiva indica vuelta rápida)

| Año     | Escudería                  | 1       | 2       | 3       | 4       | 5        | 6       | 7       | 8       | 9       | 10      | 11       | 12      | 13      | 14      | 15      | 16      | Pos. | Puntos |
| ------- | -------------------------- | ------- | ------- | ------- | ------- | -------- | ------- | ------- | ------- | ------- | ------- | -------- | ------- | ------- | ------- | ------- | ------- | ---- | ------ |
| 1978    | Automobiles Martini        | ARG     | BRA     | RSA DNQ | USW     | MON DNPQ | BEL 9   | ESP     | SUE     | FRA 14  | GBR     | GER DNPQ | AUT 9   | NED Ret | ITA     |         |         | NC   | 0      |
| 1978    | Durex Team Surtees         |         |         |         |         |          |         |         |         |         |         |          |         |         |         | USA 9   | CAN Ret | NC   | 0      |
| 1979    | Equipe Renault Elf         | ARG Ret | BRA Ret | RSA Ret | USW DNS | ESP 9    | BEL Ret | MON Ret | FRA 3   | GBR 2   | GER Ret | AUT 6    | NED Ret | ITA Ret | CAN Ret | USA 2   |         | 8.º  | 17     |
| 1980    | Equipe Renault Elf         | ARG Ret | BRA 1   | RSA 1   | USW 9   | BEL 4    | MON Ret | FRA 5   | GBR NC  | GER Ret | AUT 9   | NED 2    | ITA 10  | CAN Ret | USA 7   |         |         | 6.º  | 29     |
| 1981    | Equipe Renault Elf         | USW 8   | BRA Ret | ARG 5   | SMR 8   | BEL DNQ  | MON Ret | ESP 9   | FRA 4   | GBR 9   | GER 13  | AUT 2    | NED Ret | ITA Ret | CAN Ret | LVG Ret |         | 9.º  | 11     |
| 1982    | Equipe Renault Elf         | RSA 3   | BRA Ret | USW Ret | SMR Ret | BEL Ret  | MON Ret | USE 10  | CAN Ret | NED Ret | GBR Ret | FRA 1    | GER 2   | AUT Ret | SUI Ret | ITA 1   | LVG Ret | 6.º  | 28     |
| 1983    | Scuderia Ferrari SpA SEFAC | BRA 10  | USW 3   | FRA 7   | SMR 3   | MON Ret  | BEL Ret | USE Ret | CAN 1   | GBR 5   | GER 1   | AUT 2    | NED 1   | ITA 2   | EUR 9   | RSA Ret |         | 3.º  | 49     |
| 1984    | Scuderia Ferrari SpA SEFAC | BRA Ret | RSA Ret | BEL 3   | SMR 2   | FRA 4    | MON 3~  | CAN 5   | USE Ret | USA 2   | GBR 6   | GER 6    | AUT 7   | NED 11  | ITA Ret | EUR 5   | POR 9   | 6.º  | 27     |
| 1985    | Scuderia Ferrari SpA SEFAC | BRA 4   | POR     | SMR     | MON     | CAN      | USE     | FRA     | GBR     | GER     | AUT     | NED      | ITA     | BEL     | EUR     | RSA     | AUS     | 17.º | 3      |
| 1986    | Equipe Ligier              | BRA 4   | ESP Ret | SMR Ret | MON 5   | BEL Ret  | CAN 6   | USE Ret | FRA 5   | GBR 4   | GER 4   | HUN Ret  | AUT 10  | ITA Ret | POR 7   | MEX 15  | AUS 7   | 10.º | 14     |
| 1987    | Ligier Loto                | BRA     | SMR DNS | BEL 6   | MON 11  | USE 10   | FRA Ret | GBR Ret | GER Ret | HUN Ret | AUT 10  | ITA 10   | POR Ret | ESP Ret | MEX Ret | JPN Ret | AUS Ret | 19.º | 1      |
| 1988    | Ligier Loto                | BRA Ret | SMR DNQ | MON Ret | MEX Ret | CAN Ret  | USE Ret | FRA DNQ | GBR 18  | GER 17  | HUN Ret | BEL Ret  | ITA 13  | POR 10  | ESP Ret | JPN 17  | AUS Ret | NC   | 0      |
| 1989    | Ligier Loto                | BRA DNQ | SMR DNQ | MON 12  | MEX 14  | USA DNQ  | CAN 5   | FRA Ret | GBR DNQ | GER 11  | HUN DNQ | BEL Ret  | ITA 9   | POR 13  | ESP DNQ | JPN DNQ | AUS Ret | 23.º | 2      |
| Fuente: |                            |         |         |         |         |          |         |         |         |         |         |          |         |         |         |         |         |      |        |

| Predecesor: Jean-Pierre Jabouille | Campeón de la Fórmula 2 1977 | Sucesor: Bruno Giacomelli |